# فيكتوريا سيلفشتيدت
كارين فيكتوريا سيلفستيدت (بالسويدية: Karin Victoria Silvstedt) وهي ممثلة وعارضة أزياء ومغنية وشخصية تلفزيونية سويدية ولدت في يوم 19 سبتمبر 1974 في قرية سكيليفتهام في السويد وهي أيضاً ملكة جمال السويد في سنة 1993.

## روابط خارجية
- فيكتوريا سيلفشتيدت على موقع IMDb (الإنجليزية)
- فيكتوريا سيلفشتيدت على موقع ميتاكريتيك (الإنجليزية)
- فيكتوريا سيلفشتيدت على موقع روتن توميتوز (الإنجليزية)
- فيكتوريا سيلفشتيدت على موقع ألو سيني (الفرنسية)
- فيكتوريا سيلفشتيدت على موقع ميوزك برينز (الإنجليزية)
- فيكتوريا سيلفشتيدت على موقع أول موفي (الإنجليزية)
- فيكتوريا سيلفشتيدت على موقع قاعدة بيانات الأفلام السويدية (السويدية)
- فيكتوريا سيلفشتيدت على موقع إن إن دي بي (الإنجليزية)
- فيكتوريا سيلفشتيدت على موقع أول ميوزيك (الإنجليزية)
- فيكتوريا سيلفشتيدت على موقع ديسكوغز (الإنجليزية)